# Helichrysum candollei
Helichrysum candollei là một loài thực vật có hoa trong họ Cúc. Loài này được (Bojer ex DC.) Viguier & Humbert mô tả khoa học đầu tiên năm 1914.